# Ivica Dačić
Ivica Dačić (kyrillisk: Ивица Дачић, udtales [îʋitsa dâtʃitɕ]; (født 1. januar 1966) er en politiker fra Serbien, hvor han fra juli 2012 til april 2014 var premierminister. Han er formand for Serbiens Socialistparti, og bestred fra 2008 til 2012 flere forskellige ministerposter. Han har fra april 2014 fungeret som udenrigsminister.